# Норбелло
Норбелло (італ. Norbello, сард. Norghiddu) — муніципалітет в Італії, у регіоні Сардинія, провінція Ористано.
Норбелло розташоване на відстані близько 370 км на південний захід від Рима, 105 км на північ від Кальярі, 34 км на північний схід від Ористано.
Населення — 1213 осіб (2014).
Щорічний фестиваль відбувається 15 липня. Покровитель — Santi Giulitta e Quirico.

## Демографія
Населення за роками:

Станом на 1 січня 2023 року в муніципалітеті офіційно проживало 35 іноземців з 11 країн, серед них 14 громадян країн Євросоюзу.

## Сусідні муніципалітети
- Аббазанта
- Аїдомаджоре
- Бороре
- Гіларца
- Санту-Луссурджу